# Änglagård
För andra betydelser, se Änglagård (olika betydelser).
Änglagård är en svensk dramafilm som hade biopremiär i Sverige den 21 februari 1992, regisserad av Colin Nutley med Helena Bergström, Rikard Wolff, Sven Wollter i rollerna. Filmen var från början tänkt att sändas som TV-serie på SVT. Filmen fick två uppföljare, Änglagård – andra sommaren (1994) och Änglagård – tredje gången gillt (2010).

## Handling
Änglagård är en herrgårdsbyggnad med tillhörande skog- och markegendom som ligger i en isolerad by i Västergötland. När dess ägare, den åldrade enstöringen Erik Zander (Per Oscarsson), dör utan att ha några kända arvingar, räknar byns rikaste man Axel Flogfält (Sven Wollter) med att kunna överta egendomen till ett mycket förmånligt pris. Vid begravningen dyker dock plötsligt Eriks dittills okända barnbarn Fanny Zander (Helena Bergström) upp som ensam arvinge till Änglagård. Ankomsten av Fanny och hennes vän Zac (Rikard Wolff), med (enligt recension i Expressen) "tvivelaktig sexuell hemvist", orsakar stort rabalder i den lilla byn, där alla känner varandra sedan länge och inte vill veta av några förändringar eller nymodigheter.
Den ende invånaren i byn som gladeligen tar emot de nyinflyttade med välkomnande värme och sympati är den gamle mannen Gottfrid Pettersson (Ernst Günther) som bor tillsammans med sin bror Ivar (Tord Peterson). Men även Henning Colmer (Reine Brynolfsson), byns präst, tar deras sida i de konflikter som uppstår. Intrigen tätnar då det uppdagas att Fanny haft ytterligare anledning till att flytta till byn, nämligen att söka efter sin okände far, vilken Fanny anar rimligen bör finnas i byn.

## Rollista (i urval)
- Helena Bergström - Fanny Zander
- Rikard Wolff - Zac
- Sven Wollter - Axel Flogfält
- Reine Brynolfsson - Henning Collmer
- Ernst Günther - Gottfrid Pettersson
- Viveka Seldahl - Rut Flogfält
- Per Oscarsson - Erik Zander
- Tord Peterson - Ivar Pettersson
- Ing-Marie Carlsson - Eva Ågren
- Jan Mybrand - Per-Ove Ågren
- Peter Andersson - Ragnar Zetterberg
- Görel Crona - Anna-Lisa Zetterberg
- Jakob Eklund - Mårten Flogfält
- Carl-Einar Häckner - Sigfried "Siggy"
- Johannes Brost - Fannys kompis

## Produktionen
Inspiration till filmen fick Colin Nutley efter att tillsammans med Jens Fischer skildrat ett litet samhälle i Västergötland i dokumentären Där rosor aldrig dör (1986). Gården Änglagård heter i verkligheten Lönnarp och ligger i byn Böne i Ulricehamns kommun. Filmen spelades in i Liared, Västergötland.
I filmen, samt uppföljaren Änglagård - andra sommaren, spelade Sven Wollter (Axel Flogfält) och Viveka Seldahl (Rut Flogfält) äkta par. I verkliga livet levde de som sambor från 1971 och fram till Seldahls bortgång 2001. De båda har också spelat par på vita duken i långfilmen En sång för Martin (2001).

## Utmärkelser
Filmen belönades med Guldbaggen för Bästa film, Colin Nutley fick Guldbaggen för Bästa regi och Ernst Günther fick en Guldbagge för sin kreativa insats i filmen.